# Begonia casiguranensis
Begonia casiguranensis là một loài thực vật có hoa trong họ Thu hải đường. Loài này được Quisumb. & Merr. mô tả khoa học đầu tiên năm 1928.